# Nymphon maoriana
Nymphon maoriana är en havsspindelart som beskrevs av Clark, W.C. 1958. Nymphon maoriana ingår i släktet Nymphon och familjen Nymphonidae. Inga underarter finns listade i Catalogue of Life.